# Александровское сельское поселение (Комсомольский район)
Алекса́ндровское се́льское поселе́ние — муниципальное образование в составе Комсомольского района Чувашской Республики. Административный центр — Александровка.

## Географические данные
Александровское сельское поселение расположено в южной части Комсомольского района Чувашской Республики. Территория сельского поселения составляет 7127 га. Основной почвенный фонд: песчаная, чернозем и легкоглинистая почва.
Климат Александровского сельского поселения характеризуется выраженным континентальным характером с холодной зимой и жарким летом, среднемесячная температура самого теплого месяца + 20 °C, самого холодного месяца −25С, юго-западного и северного направления.
Северная граница начинается от места пересечения Комсомольского, Александровского сельских поселений и Канашского муниципального района и идет на восток по границе и далее до места пересечения Александровского сельского поселения, Канашского муниципального района и Республики Татарстан.
Восточная граница начинается от места пересечения Александровского сельского поселения, Канашского муниципального района и Республики Татарстан и идет на юг по ручью безымянному, далее по ручью Чурапан и далее вдоль границы производственного кооператива «Сундырь» до места пересечения Александровского, Полевосундырского сельских поселений и Республики Татарстан.
 Южная граница начинается от места пересечения Александровского, Полевосундырского сельских поселений и Республики Татарстан идет на запад пересекая овраг Анатхвасирма, овраг Ситнантхва, до места пересечения Александровского, Полевосундырского и Кайнлыкского сельских поселений.
Западная граница начинается от места пересечения Александровского, Полевосундырского и Кайнлыкского сельских поселений и идет на север пересекая ручей Пумыт, далее проходит вдоль границы сельскохозяйственного производственного кооператива «Слава». Далее пересекая реку Кубня и а/д «Цивильск-Ульяновск» проходит вдоль границы до места пересечения Комсомольского, Александровского сельских поселений и Канашского муниципального района.

## Населённые пункты
В состав территории Александровского сельского поселения входят деревня Александровка, деревня Починок-Инели, деревня Старый Сундырь, деревня Новый Сундырь, деревня Ахметово, деревня Новоалександровка, поселок Киров, село Луцкое.

## Население
Численность населения в Александровского сельском поселении на 1 января 2006 года составила 2300 человек. Основной состав населения: чуваши, русские, татары.

## Транспорт
Рядом с деревней Александровка проходит автодорожная магистраль общероссийского значения «Цивильск-Ульяновск». Районный центр — с. Комсомольское — расположен в 5 км от сельского поселения. Столица Чувашии- г. Чебоксары- находится от сельского поселения на расстоянии 130 км.

## Организации
На территории сельского поселения зарегистрированы сельскохозяйственные производственные кооперативы «Слава», «Правда», «Красное Сормово», колхоз « Искра», ЗАО «Стройсервис», которые занимаются производством мяса, зерна и овощей.
Для удовлетворения потребностей населения имеется следующая сеть образовательных, медицинских и культурно-просветительных учреждений: 1 средняя общеобразовательная школа; 1 основная общеобразовательная школа; 1 школа-сад; 5 фельдшерских пунктов; 5 сельских Домов культуры; 3 сельские библиотеки.